# Szonbef
Szonbef (vagy Amenemhat-Szonbef, trónneve Szehemkaré) ókori egyiptomi fáraó volt a XIII. dinasztia idején. Kim Ryholt, Jürgen von Beckerath és Darrell Baker szerint dinasztiája második uralkodója, és i. e. 1800-tól 1796-ig uralkodott.

## Személyazonossága
Az egyiptológusok közt nincs egyetértés abban, hogy Szehemkaré Szonbef ugyanaz-e, mint Szehemkaré V. Amenemhat, a dinasztia negyedik uralkodója. Szonbef hívta magát Amenemhat Szonbefnek is, ami lehetséges, hogy kettős név, de az is lehet, hogy úgy értendő, hogy „Amenemhat fia, Szonbef”, ami Ryholt és Baker szerint bizonyíték arra, hogy Szonbef az előző dinasztia utolsó uralkodója, IV. Amenemhat fia és a XIII. dinasztiát alapító I. Szobekhotep testvére volt. Így ők két különböző személynek tartják Szonbefet és V. Amenemhatot. Ezzel Jürgen von Beckerath is egyetért. Ryholt és Baker szerint Szonbef és Amenemhat közt egy rövid ideig hatalmon lévő király, Nerikaré uralkodott, míg von Beckerath szerint Szehemré Hutaui Pantjeni uralkodott köztük.
Ezzel szemben Detlef Franke és Stephen Quirke úgy vélik, hogy V. Amenemhat és Szonbef ugyanaz a személy, és az Amenemhat Szonbef kettős név, ami gyakori volt Egyiptomban, különösen a XII. dinasztia végén és a XIII. dinasztia idején.

## Említései
A torinói királylista 7. oszlopának 6. sorában említik, „Szehemkaré [Amenemhat Szonbe]f” néven. Bár a XIII. dinasztia elejének uralkodójaként teljes bizonyossággal Itj-tauiból, a Fajjúmból kormányozott, egyedüli kortárs említései Thébától délre fordulnak elő. Ezek: egy ismeretlen helyről előkerült szkarabeuszpecsét, egy pecséthenger Az Amherst-gyűjteményből, mely ma a Metropolitan Művészeti Múzeumban található, és két feliratos kőtömb El-Todból, ezeken Szehemkaréként említik.
Két, a Nílus áradásáról szóló feljegyzés is fennmaradt az idejéből, az egyik Aszkutból, a 3. uralkodási évből, a másik a núbiai Szemnából, a 4. évből. Egy további, szintén Szemnában talált, erősen károsodott felirat az 5. évből talán szintén az ő uralkodása alatt íródott. Mindezek Szonbef idejére datálása azonban kétséges, mert csak a Szehemkaré név fordul elő rajtuk, amelyet V. Amenemhat is viselt. Stuart Tyson Smith régész-egyiptológus, aki tanulmányozta a feliratokat, elsőként Szonbefnek tulajdonította őket, később azonban V. Amenemhatnak.

## Név, titulatúra
A fáraók titulatúrájának magyarázatát és történetét lásd az Ötelemű titulatúra szócikkben.
| G5 |

| G5 |

| mH · ib | N16 · N16 |

| mH · ib | N16 · N16 |

| mH · ib | N16 · N16 |

| mH · ib | N16 · N16 |

| G5 |

| G5 |

| mH · ib | N16 · N16 |

| mH · ib | N16 · N16 |

| mH · ib | N16 · N16 |

| mH · ib | N16 · N16 |

| G16 |

| G16 |

| G16 | V15 | Y8 | f |

| G16 | V15 | Y8 | f |

| G16 |

| G16 |

| G16 | V15 | Y8 | f |

| G16 | V15 | Y8 | f |

| M23 | L2 |

| M23 | L2 |

| N5 | s | S42 | D28 |

| N5 | s | S42 | D28 |

| N5 | s | S42 | D28 |

| N5 | s | S42 | D28 |

| N5 | s | S42 | D28 |

| N5 | s | S42 | D28 |

| N5 | s | S42 | D28 |

| N5 | s | S42 | D28 |

| M23 | L2 |

| M23 | L2 |

| N5 | s | S42 | D28 |

| N5 | s | S42 | D28 |

| N5 | s | S42 | D28 |

| N5 | s | S42 | D28 |

| N5 | s | S42 | D28 |

| N5 | s | S42 | D28 |

| N5 | s | S42 | D28 |

| N5 | s | S42 | D28 |

| G39 | N5 | \| \| |
|     |    |       |

|  |

| G39 | N5 | \| \| |
|     |    |       |

|  |

| i | mn · n | m | HAt · t | s | n · b | f |

| i | mn · n | m | HAt · t | s | n · b | f |

| i | mn · n | m | HAt · t | s | n · b | f |

| i | mn · n | m | HAt · t | s | n · b | f |

| i | mn · n | m | HAt · t | s | n · b | f |

| i | mn · n | m | HAt · t | s | n · b | f |

| i | mn · n | m | HAt · t | s | n · b | f |

| i | mn · n | m | HAt · t | s | n · b | f |

| G39 | N5 | \| \| |
|     |    |       |

|  |

| G39 | N5 | \| \| |
|     |    |       |

|  |

| i | mn · n | m | HAt · t | s | n · b | f |

| i | mn · n | m | HAt · t | s | n · b | f |

| i | mn · n | m | HAt · t | s | n · b | f |

| i | mn · n | m | HAt · t | s | n · b | f |

| i | mn · n | m | HAt · t | s | n · b | f |

| i | mn · n | m | HAt · t | s | n · b | f |

| i | mn · n | m | HAt · t | s | n · b | f |

| i | mn · n | m | HAt · t | s | n · b | f |

## Fordítás
- Ez a szócikk részben vagy egészben  a   Sonbef című angol Wikipédia-szócikk ezen változatának fordításán alapul.  Az eredeti cikk szerkesztőit annak laptörténete sorolja fel. Ez a jelzés csupán a megfogalmazás eredetét és a szerzői jogokat jelzi, nem szolgál a cikkben szereplő információk forrásmegjelöléseként.